# Carios kohlsi
Carios kohlsi är en fästingart som beskrevs av Guglielmone och James E. Keirans 2002. Carios kohlsi ingår i släktet Carios och familjen mjuka fästingar. Inga underarter finns listade.